# Chlidichthys johnvoelckeri
Chlidichthys johnvoelckeri är en fiskart som beskrevs av Smith, 1953. Chlidichthys johnvoelckeri ingår i släktet Chlidichthys och familjen Pseudochromidae. Inga underarter finns listade i Catalogue of Life.